# トム・ライナー
トム・ライナー（Tom Lynagh、2003年4月14日 - ）は、スーパーラグビー・パシフィックレッズに所属するラグビーユニオン選手。

## プロフィール
- イタリア・モンテベッルーナ出身[1]。
- ポジションはスタンドオフ(SO)。
- 身長 178cm、体重 83kg
- 父のマイケルは元ラグビー選手(元オーストラリア代表主将)で兄のロイス(イタリア代表)[2]。
- オーストラリア代表キャップは3（2024年11月現在）。

## 略歴
2022年、レッズに加入。
2024年11月4日、熊谷ラグビー場で開催したグローバルラグビーフェスタ2024埼玉パナソニックワイルドナイツ戦にて勝利に貢献してマン・オブ・ザ・マッチになった。